# Wukan
Wukan (chinesisch 烏坎村, Pinyin Wūkǎn Cūn) ist ein chinesisches Dorf des Straßenviertels Donghai (东海街道) der kreisfreien Stadt Lufeng der bezirksfreien Stadt Shanwei in der Provinz Guangdong.

## Bevölkerung und Verwaltung
Die Bevölkerungszahl von Wukan wird zwischen 12.000 und 20.000 angegeben.

## Wirtschaft und Infrastruktur
Große Teile der Bevölkerung leben vom Fischfang.
In Wukan befindet sich ein Tempel für die regionale Gottheit Xianwang.

## Geschichte
Wukan soll etwa 1600 gegründet worden sein.

## Landkonflikt in Wukan
Am 21. September 2011 begann als Protest gegen die Enteignung der Bewohner durch lokale Geschäftsleute und kommunistische Kader ein Landkonflikt in Wukan.
Im Dezember eskalierte die Situation, nachdem ein verhafteter Bewohner in Polizeigewahrsam gestorben war. Die Dorfbevölkerung verjagte die Polizei und kommunistische Funktionäre; im Gegenzug riegelte die Polizei das Dorf mittels eines Belagerungsrings ab. Alle Zufahrtsstraßen wurden blockiert, und die Küstenwache hinderte die Fischer abzulegen.
Am 21. Dezember sandte die chinesische Regierung einen hochrangigen Funktionär als Unterhändler nach Wukan. Gleichzeitig wurde begonnen, die Barrikaden zu entfernen. In der Folge wurde gegen den früheren Dorfparteichef wegen unerlaubter Bereicherung ermittelt, und verhaftete Dorfbewohner wurden freigelassen. Der Unterhändler der Dorfbewohner, Lin Zulian, wurde am 15. Januar zum neuen Dorfparteichef gewählt.
Im Februar 2012 wählten die Bewohner mehr als hundert Vertreter. Diese Vertreter schlugen Kandidaten für das siebenköpfige Dorfkomitee vor, welches am 3. März 2012 gewählt wurde. Dies waren die ersten freien Kommunalwahlen in China. Beobachter hoffen, dass Wukan ein Vorbild für ganz China wird. Kritiker fürchten damals, dass es sich nur um taktische Zugeständnisse handelt, die sofort zurückgenommen werden, sobald sich die Aufregung gelegt hat. Diese Angst bestätigte sich nicht; im April 2014 wurde in einer Wahl das Dorfkomitee bestätigt.
Im Juni 2016 wurde der gewählte Bürgermeister Lin Zulian von übergeordneten Behörden der Korruption beschuldigt und verhaftet. Anschließend verlas er im Fernsehen ein Geständnis, ein Bestechungsgeld von 593.000 Yuan angenommen zu haben. Dieses Geständnis widerrief er jedoch später und nach Angaben seines Anwalts war er von den Behörden zu dem Geständnis gezwungen worden. Daraufhin kam es im September erneut zu Protesten und Demonstrationen, die von der Staatsmacht jedoch gewaltsam unterdrückt wurden. Neun im Rahmen der Proteste inhaftierte Bewohner Wukans wurden von einem Gericht Ende Dezember zu Haftstrafen zwischen zwei und zehn Jahren verurteilt. In seinem Urteil warf das Gericht den Angeklagten unter anderem die Störung der öffentlichen Ordnung, Verkehrsbehinderung und illegales Versammeln bzw. Demonstrieren vor.